# Causa de Rafael Nahuel y los mapuches del lago Mascardi

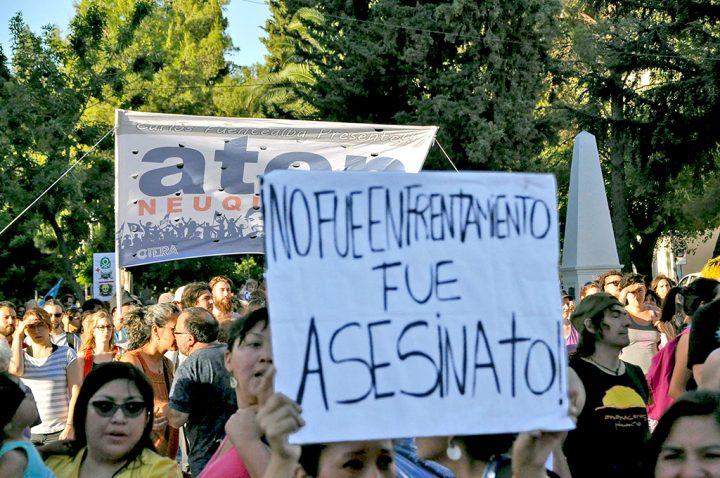
Marcha en Bariloche en protesta por la represión realizada por la Prefectura Naval Argentina contra la lof Lafken Winkul Mapu de Villa Mascardi, en la que las fuerzas de seguridad dispararon matando a Rafael Nahuel e hiriendo a otras dos personas.

La causa de Rafael Nahuel y los mapuches del lago Mascardi hace referencia a una causa judicial en la que fue asesinado el joven Rafael Nahuel el 25 de noviembre de 2017. La causa está caratulada como «homicidio agravado» y se encuentran acusados el prefecto Francisco Javier Pintos. El asesinato se produjo en el marco de una serie de hechos de violencia sucedidos en Argentina entre el 23 y 25 de noviembre de 2017, en los que durante la represión en el marco de un operativo del Grupo Albatros de la Prefectura Naval Argentina contra la comunidad Lafken Winkul Mapu, fue muerto de un disparo por la espalda del Cabo Primero Francisco Javier Pintos, el joven mapuche Rafael Nahuel, resultaron heridas otras dos personas (una mujer y un varón) también por armas de fuego, y fueron detenidas varias otras, incluyendo cinco niños. Los episodios se produjeron en el marco del desalojo de la comunidad Lafken Winkul Mapu, en la zona del lago Mascardi, en la provincia de Río Negro, dispuesto por el juez federal de Bariloche Gustavo Villanueva y ejecutado por la Prefectura Naval Argentina, dependiente del Ministerio de Seguridad a cargo de Patricia Bullrich.

## Contexto
Desde la conquista europea, los pueblos indígenas han considerado ilegítima la ocupación de sus tierras ancestrales. Durante el siglo XIX y parte del siglo XX, el Estado argentino no reconoció la personería jurídica de los pueblos indígenas, ni derechos sobre esas tierras.
Tampoco eran censados como tales, con excepción del Censo Indígena ordenado en 1965 por el presidente Arturo Illia. Entre 1989 y 1992 se fortalecen en toda América Latina diversos movimientos de reivindicación indígena, teniendo como hito la denuncia del quinto centenario de la llegada de Colón a América y contraponiendo a la «celebración», los «quinientos años de resistencia indígena».
En 1994 el Estado argentino modificó considerablemente su postura y reconoció por primera vez los derechos indígenas al reformar la Constitución Nacional en 1994 (artículo 75, inciso 17), entre ellos «la posesión y propiedad comunitaria de las tierras que tradicionalmente ocupan», prohibiendo su enajenación:

Reconocer la preexistencia étnica y cultural de los pueblos indígenas argentinos. Garantizar el respeto a su identidad y el derecho a una educación bilingüe e intercultural; reconocer la personería jurídica de sus comunidades, y la posesión y propiedad comunitaria de las tierras que tradicionalmente ocupan; y regular la entrega de otras aptas y suficientes para el desarrollo humano; ninguna de ellas será enajenable, transmisible ni susceptible de gravámenes o embargos. Asegurar su participación en la gestión referida a sus recursos naturales y a los demás intereses que los afecten. Las provincias pueden ejercer concurrentemente estas atribuciones.
Artículo 75, inciso 17 de la Constitución nacional de Argentina

El marco normativo de los derechos indígenas se completó con la ratificación del Convenio n.º 169 sobre Pueblos Indígenas y Tribales de la Organización Internacional del Trabajo (OIT) por la ley 24.071 (2000), la inclusión en el Censo Nacional a partir de 2004, la Declaración de las Naciones Unidas sobre los derechos de los pueblos indígenas (2007) y el nuevo Código Civil y Comercial (2015), regulando la propiedad indígena de la tierra. En la provincia de Río Negro desde el año 1989 las comunidades mapuche comenzaron a organizarse para reclamar por tierras ante los conflictos constantes fue así como se creó el Consejo Asesor Indígena, llegando a consolidar una organización CODECI reconocida gubernamentalmente mediante ley provincial con una instancia de parlamento anual que cuenta con una Coordinadora del Parlamento mapuche.
El conflicto desatado alrededor de las tierras ancestrales indígenas, está estrechamente vinculado a los intereses económicos relacionados con la megaminería (especialmente en la zona cordillerana) y la explotación de los yacimientos petrolíferos. En 2006 se sancionó la Ley de Emergencia Territorial Indígena n.º 26.160, que suspendió los desalojos de tierras indígenas con el fin de realizar el relevamiento catastral de las tierras ancestrales, paso previo para formalizar los títulos de propiedad comunitaria.
El conflicto se agudizó en 2017 debido a la perspectiva de vencimiento del plazo de suspensión de los desalojos el 23 de noviembre de 2017,
pese a que solo se había completado el relevamiento catastral en un 30 % (459 de las 1532 comunidades indígenas identificadas).
Entre las provincias que no habían finalizado el relevamiento, se encuentran las provincias de Neuquén, Río Negro y Santa Cruz.
Organizaciones indígenas, de derechos humanos y partidos políticos habían reclamado la prórroga de la ley, para evitar que el conflicto territorial ingrese en una situación de descontrol.
Presionado por la demora en completar el relevamiento de los territorios indígenas, el Congreso comenzó en septiembre de 2017 a tratar una nueva prórroga de la Ley 26.094, esta vez hasta junio de 2020.

### El pueblo mapuche

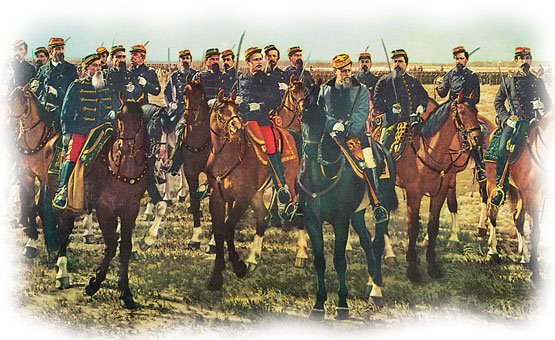
La Conquista del Desierto, cuadro de Juan Manuel Blanes.

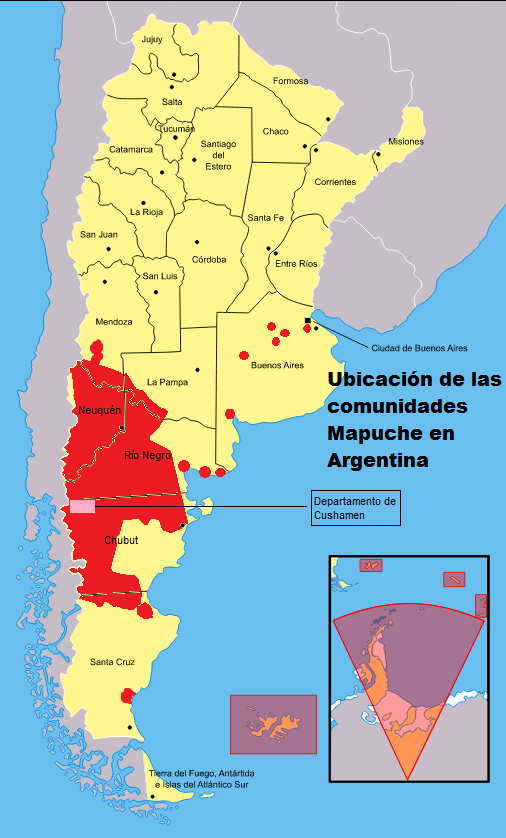
Mapa del área en que existen comunidades mapuches en la Argentina. Fuente: diario La Nación con base en datos del Ministerio de Justicia y Derechos Humanos de Argentina, 2017.

El pueblo mapuche enfrentó históricamente los intentos de conquista de las tierras en que habitaba por parte del Imperio español primero, y de Argentina y Chile, a partir de su independencia a comienzos del siglo XIX. En la segunda mitad del siglo XIX, ambos países llevaron adelante sendas guerras contra el pueblo mapuche, mediante las que ocuparon las tierras hasta entonces controladas por los mapuches. Estas guerras son conocidas como la Conquista del Desierto en Argentina, y la Pacificación de La Araucanía en Chile.
Las comunidades mapuches contemporáneas han reivindicado la propiedad ancestral sobre distintos territorios que históricamente pertenecieron a sus antepasados, tanto en la Argentina como en la vecina Chile.
En Argentina, sus mayores éxitos se alcanzaron en la provincia del Neuquén, donde les fueron reconocidos numerosos territorios («reservas»), la mayoría de ellos en el área del Camino de los Siete Lagos.
En las vecinas provincias de Río Negro y Chubut, en cambio, el reconocimiento de sus derechos sobre las tierras ha sido menor, dando lugar a una serie de conflictos de baja intensidad, orientados a que los estados nacional y provincial reconozcan sus derechos territoriales constitucionales, especialmente sobre áreas ocupadas por parques nacionales y grandes latifundios.

### Antecedentes inmediatos
El 10 de noviembre de 2017, el lof Lafken Winkul Mapu anunció que había realizado la «recuperación territorial» de una zona cercana a Villa Mascardi que integraba el parque nacional Nahuel Huapi.
La versión oficial relató que "De inmediato el gobierno nacional y la comunidad mapuche, iniciaron una negociación con el fin de alcanzar una solución". La misión gubernamental estuvo liderada por el secretario de Derechos Humanos Claudio Avruj, bajo órdenes del ministro de Justicia Germán Garavano. En las negociaciones participaron también el director del Instituto Nacional de Asuntos Indígenas (INAI) Nicolás Torres, la Coordinadora del Parlamento del Pueblo Mapuche-Tehuelche de Río Negro, la Confederación Mapuche de Neuquén y el obispo de Bariloche Juan José Chaparro. La reuniones se realizaron en la sede de la Central de Trabajadores de la Argentina (CTA) en Bariloche. El martes 21 de noviembre se alcanzó un principio de acuerdo, por el que la comunidad mapuche instalada en el parque nacional se trasladaría a terrenos que les entregaría el Estado nacional fuera de dicho parque. Al día siguiente, mientras se realizaban reuniones entre las distintas partes involucradas, la fiscalía de Bariloche y el juez federal de la ciudad Guillermo Villanueva ordenaron el desalojo.
Sin embargo las actas que se ven en el expediente relatan que fue recién después del 25/11 que varias organizaciones sociales, políticas y comunidades mapuches lograron un principio de diálogo con algunas autoridades del gobierno nacional de la cual tras la denuncia penal de Damian Mujica intendente del parque nacional Nahuel Huapi y la represión de 23/11
El 23 de noviembre, más de 300 agentes federales, pertenecientes a la Policía Federal, Prefectura y Gendarmería, realizaron un violento desalojo del lugar. Durante el mismo, detuvieron a 5 mujeres y 4 menores, incluido un niño de 1 año, que fueron liberados recién al otro día. Las mujeres denunciaron que los oficiales ingresaron violentamente al predio, disparando a mansalva y que «a los chicos les tiraron gases lacrimógenos». Además afirmaron que a una menor que "gritaba en mapudungum ... le hicieron comer tierra... para hacerla callar...". Desde dicho día, la presencia de las fuerzas federales fue ininterrumpida en el lugar.

## Hechos
El 25 de noviembre, el mismo día que se realizaba en la localidad de 25 de mayo provincia de Buenos Aires el sepelio de Santiago Maldonado, un activista que murió por ahogamiento en medio de un operativo de represión el 1 de agosto de ese año, las fuerzas federales se movilizaron más de 4 km desde el lugar que determinaba el operativo preventivo y culminaron en una balacera contra un grupo de personas mapuche que se encontraban en la montaña. En este contexto, el grupo Albatros de la Prefectura reprimió con balas de goma y de plomo a los integrantes de la comunidad Lafken Winkul Mapu. En esta represión, Rafael Nahuel fue herido por una bala del mismo calibre que las utilizadas por las fuerzas federales (9 mm), el proyectil ingresó por la nalga «de abajo hacia arriba y que quedó alojado dentro del cuerpo». También resultaron heridas de bala otras dos personas, Johana Colhuan, que fue herida en el hombro, y un hombre cuya identidad no fue revelada.
La represión empezó el jueves, cuando ingresaron al territorio, de madrugada. Empezaron a agarrar a mujeres y a los niños, persiguiendolos por todo el monte, la tarea estuvo a cargo del grupo especial Albatros, de Prefectura. El jueves por la madrugada, a eso de las 5, empezó el desalojo. A las mujeres que se quedaron allá arriba les pegaron, y a los nenes les tiraron gas pimienta en los ojos.Según el testimonio de los presentes fueron seguidos con drones, con linternas. Los efectivos del grupo Albatros estaban con la cara pintada, camuflados, y arrastrándose por el suelo.

“A las cuatro de la tarde, se escucha un grito: "¡Quietos, al piso!", aparecieron de la nada y nos tiraron a matar. No dijeron quiénes eran. Nos agachamos, y las balas rebotaban por todos lados. Otra lamién (mujer) fue herida en el hombro, la bala le pasó de lado a lado. En un momento sentimos un grito, cayó Rafael al piso, y gritaba: "¡Ahhh, no puedo respirar, no puedo respirar!".
Se le había cerrado el pecho. El tiro le había entrado por la cadera, y le había salido por las costillas. Pero en verdad no le terminó de salir, quedó encajado en la espalda, tenía como hinchado, como sobresalido, y estuvo agonizando un tiempo.
Le hicimos reanimación. Ya se había puesto pálido, estaba frío. Y mientras lo bajábamos desde arriba del cerro, se nos murió.
Cuando llegamos a la base nos quisieron seguir reprimiendo. Nos apuntaban con sus fusiles, y la Policía Federal estaba con pistolas en la mano. Nosotros veníamos con las manos levantadas, pidiendo por favor que nos dejen sacar el cuerpo”.

El médico que atendió a los mapuches heridos, Ramón Chiocconi, contó cómo se dirigió al asentamiento en plena montaña junto al juez, el fiscal, el obispo y un representante de organizaciones de derechos humanos: "Cuando llegamos nos encontramos con un asentamiento de no más de 15 a 20 personas entre las cuales se encontraban dos heridos, entre ellos una mujer de alrededor de 25 años y un hombre "de treinta y pico", con impacto de bala en el hombro con orificio de entrada y de salida y un proyectil en el codo, respectivamente. Del testimonio del médico se desprende que los heridos y el muerto están del lado de los mapuches. Hubo balas de un solo lugar. "Yo vi con mis propios ojos vainas servidas de 9 milímetros que pertenecerían a las fuerzas represoras". De las conclusiones de los peritos del Centro Atómico Bariloche el 20 de marzo surge que el joven mapuche no manipuló armas de fuego el día en que fue asesinado.

## Las víctimas

### Rafael Nahuel
Rafael Nahuel era un joven de ascendencia mapuche, con 22 años al momento de su muerte. Vivía en el barrio Nahuel Hue de Bariloche y era conocido como "Rafita". Pertenecía a una familia humilde y había aprendido oficios de construcción, con especial habilidad para la herrería, participando en los programas que antecedieron al Programa PAIS de la Secretaría de Programación para la Prevención de la Drogadicción y la Lucha contra el Narcotráfico. Luego de finalizar su aprendizaje, Rafael se acercó a las organizaciones de su comunidad luego de haber redescubierto su ascendencia.

### Micaela Johana Colhuan
Micaela Johana Colhuan había cumplido 20 años al momento de haber recibido un balazo en el hombro, y era soldada voluntaria de la Escuela Militar de Montaña desde abril de 2016. En su declaración testimonial en la causa "lafken winkum mapu por usurpación" la joven negó pertenecer a la comunidad aunque se reconoció perteneciente al pueblo mapuche y tener vínculos de hermandad con los miembros de esta comunidad "a quienes abrazo como mis peñi y lamgen";

## Posición del gobierno
El gobierno hizo pública su posición respecto de la muerte de Nahuel y las otras dos personas heridas de bala, desde el máximo nivel, a través de declaraciones de la ministra de Seguridad Patricia Bullrich, el ministro de Justicia Germán Garavano y el presidente de la Nación Mauricio Macri.
Bullrich, acompañada por Garavano, sostuvieron en conferencia de prensa que la muerte y las heridas a las otras dos personas constituyeron actos legítimos realizados por miembros de la Prefectura Naval, debido a que las víctimas eran parte de un "grupo que está fuera de la ley que intenta convertirse en poder fáctico y tomar un territorio", armado con "armas de grueso calibre", con las que atacaron a las fuerzas de seguridad. Mencionó que los autores de los disparos fueron cuatro prefectos y que el Ministerio de Seguridad no iba a tomar medidas tendientes a probar lo que había sucedido. Respecto de las armas en poder del grupo al que combatió la Prefectura, sostuvo que ya no estarían más en el lugar en que se produjo la represión. La ministra también cuestionó al juez federal con jurisdicción en el caso y envió su pésame a la familia del joven que murió baleado por la Prefectura. Bullrich identificó al "grupo" con el afirmó que se enfrentaron las fuerzas de seguridad, denominándolo "comunidades RAM", en referencia a la organización llamada Resistencia Ancestral Mapuche, de identidad incierta que las comunidades mapuche y otros observadores han acusado de ser agentes de inteligencia.
El presidente Macri respaldó los actos de los prefectos y a la ministra, sostuvo que el gobierno realizaba un "cambio cultural" respecto de las fuerzas de seguridad, con el fin de "volver a la época en la que dar la voz de alto significaba que había que entregarse".

## Investigación del asesinato

### Autopsia
La presentación definitiva de la autopsia de Nahuel fue programado para el jueves 30 de noviembre. La autopsia al cuerpo de Nahuel estableció que recibió un balazo ascendente en un glúteo, que alcanzó a afectar órganos vitales, y que provino de una pistola 9 mm, idéntico a los utilizados en el operativo por Prefectura. El estudio fue realizado por forenses de la Policía de Río Negro.
El Servicio de Ingeniería y Química Forense del Ministerio Público de Salta informó que había hallado rastros de pólvora tras una nueva pericia realizada sobre las muestras de las manos de Nahuel, contradiciendo los resultados de las pericias realizadas por el Centro Atómico de Bariloche.

### Pericia criminalística
El 7 de diciembre, el juez subrogante Gustavo Villanueva realizó una inspección ocular del lugar en donde se produjo en hecho que causó la muerte de Nahuel. Allí no se encontraron armas que hubieran estado en poder de los mapuches, ni restos que permitieran suponer que las hubo y fueron usadas en ese lugar, tales como los árboles caídos o perforados por balas que informaron las fuerzas de seguridad. En cambio se observaron numerosas vainas servidas del calibre de 9 mm, balas utilizadas en escopetas 12-70, como las que utilizan el grupo Albatros de Prefectura Naval y el Grupo Especial de Operaciones Policiales (GEOP), que operaron en ese lugar el 25 de noviembre.
Expresó la perito Bufalini: "La mayoría de las vainas fue detectada con georradar, salvo algunas pocas que vimos alrededor de las halladas. El lugar es empinado, lleno de vegetación y tierra. Nosotros éramos muchos y entrenados", descartando la posibilidad de que un grupo mapuche pudiese haber borrado pruebas llevándose vainas propias del lugar, ya que ubicar todas sus balas tras diferenciarlas de las de los prefectos, les habría sido técnicamente imposible.[cita requerida]
También contrario a lo que figura en el informe sobre que había diez barricadas a unos 400 metros de la entrada al predio y que el tiroteo ocurrió a unos 300 metros de la Ruta 40, las vainas fueron encontradas pasando los 400 metros desde la tranquera del predio (desde los 400 y hasta los mil metros).
De las conclusiones de los peritos del Centro Atómico Bariloche el 3 de marzo surge que el joven mapuche no manipuló armas de fuego el día en que fue herido durante un operativo del Grupo Albatros de la Prefectura. Sin embargo, en un segundo análisis, especialistas del Cuerpo de Investigaciones del Ministerio Público Fiscal de Salta concluyeron que Rafael Nahuel tenía pólvora en sus manos, al igual que otros dos militantes mapuches.

## Repercusiones

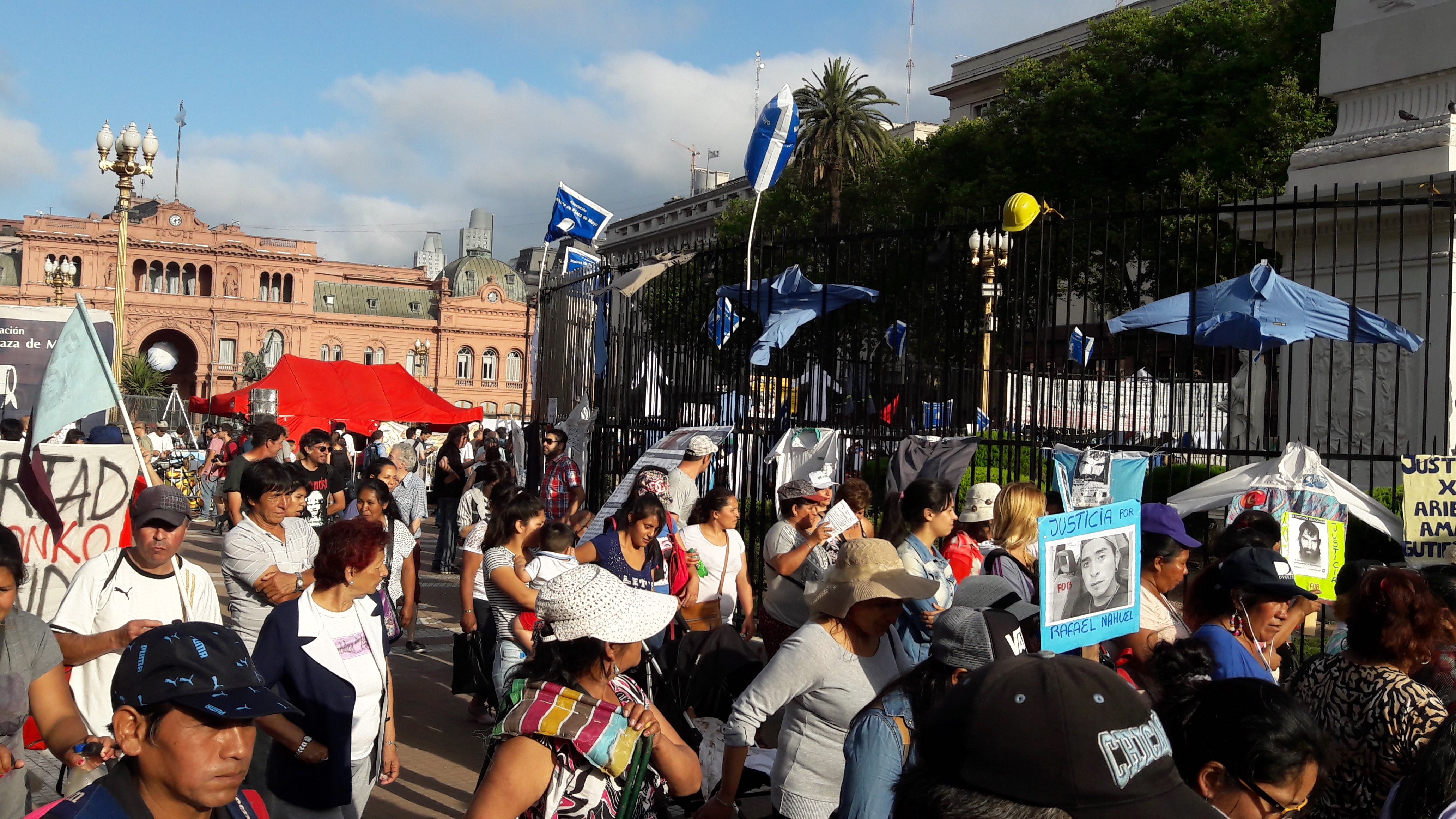
Escena de la Marcha de la Resistencia de 2017 en plaza de Mayo, donde un grupo de manifestantes (cerca de la esquina inferior derecha) sostiene un cartel pidiendo justicia por el caso de Rafael Nahuel.

Tres días después del asesinato de Nahuel, trabajadores de Parques Nacionales de varios puntos de la Patagonia expresaron su rechazo a la represión y persecución de la comunidad mapuche realizada por el grupo albatros en el lago Mascardi dentro del parque nacional Nahuel Huapi. En un comunicado los guardaparques expresaron "Manifestamos con profundo pesar nuestro enérgico repudio ante los hechos acontecidos en los últimos días en el lago Mascardi que ocasionaron la represión a la comunidad Lof Lafken Winkul Mapu y el asesinato de Rafael Nahuel a manos de las fuerzas de seguridad", señalaron desde asamblea de la Casa Central de la Administración de Parques Nacionales.
Días después los secretarios de Derechos Humanos de doce provincias —Santiago del Estero, Tucumán, La Rioja, Entre Ríos, Río Negro, La Pampa, Santa Cruz, Catamarca, Neuquén, San Juan, Chaco y Misiones— reclamaron el “cese inmediato de toda medida represiva en la zona de Lago Mascardi” y pidieron a Claudio Avruj, que intervenga “para exigir el esclarecimiento del hecho y la pronta investigación de las responsabilidades de las autoridades, como también proteger y brindar garantías a la Comunidad Mapuche víctima de la represión, en especial en lo concerniente a la integridad física y la atención médica" de sus miembros.
La diputada nacional por Río Negro, María Emilia Soria y su par de Neuquén, Darío Martínez, hicieron un pedido de informes al Poder Ejecutivo a cargo de Macri para que explicase lo ocurrido durante la represión a la comunidad mapuche y pidieron iniciar un juicio político a la ministra Bullrich. Mientras que el bloque Cambiemos decidió dar de baja la sesión del miércoles 29 de octubre en la Cámara de Diputados para evitar los pedidos de juicio político a Oscar Aguad y Bullrich.
Diputados opositores emitieron un comunicado: "Es inadmisible el estado de violencia que se vive en nuestro país con las fuerzas de seguridad comandadas por la Ministra Patricia Bullrich. Hoy tenemos que lamentar otra muerte causada por la brutal represión contra integrantes de la comunidad mapuche en Villa Mascardi (...) A los casos de desaparición de Santiago Maldonado y de Lucas Muñoz, a la represión a integrantes de la comunidad mapuche Pu Lof en Chubut, se suma ahora una nueva muerte en Río Negro. La cartera de seguridad de la Nación no puede seguir siendo operada por una ministra negligente y connivente con el delito".
El historiador y escritor Osvaldo Bayer repudió el crimen, también la cantante chilena Ana Tijoux. Amnistía Internacional expresó en un parte de prensa su repudio por "la muerte de Rafael Nahuel, el joven mapuche de 22 años en un contexto de represión en Villa Mascardi".
Hubo marchas en todo el país a raíz del crimen, entre ellas en plaza de Mayo, Córdoba, Neuquén, El Bolsón, Bahía Blanca, y Salta. En Bariloche, reclamaron justicia y repudiaron la actitud del INAI (Instituto de Asuntos Indígenas) dirigido por Félix Díaz indicando que “estuvieron para avalar el desalojo violento”.

## Denuncias, críticas y fallo

### Denuncias de torturas a los testigos
Un día después, la comunidad Lafken Winkul Mapu denunció que dos testigos claves del asesinato de Nahuel fueron detenidos, incomunicados y atacados mediante tortura por personal de la Policía de Seguridad Aeroportuaria en el aeropuerto de Bariloche.

### Crítica a la pericia
Fernando Soto, asesor legal del ministerio de Seguridad conducido por Bullrich, declaró a Clarín estudiar la posibilidad de iniciar acciones legales en contra de los científicos del centro barilochense. Finalmente no fue presentada ninguna denuncia Durante la inspección ocular se levantaron más de treinta vainas calibre 9 mm y más de siete cartuchos 12/70, de escopeta antitumulto, del tipo que usó Prefectura durante el desalojo. Si bien en la cédula judicial se detalló que se buscaran, no se encontró ningún tipo de arma de las que según el informe del Ministerio de Seguridad 
En respuesta, los delegados de la Asociación de Trabajadores del Estado (ATE), la Asociación de Técnicos de CNEA (Atcnea) y la Asociación de Profesionales de CNEA (Apcnean) del Centro Atómico Bariloche, difundieron en un comunicado su ”indignación por nuevas mentiras en la nota publicada en Clarín del 9 de julio en la cual nuevamente se ataca sin fundamento a nuestros compañeros de trabajo”, y calificaron las declaraciones como “una ofensa a los investigadores y técnicos de la institución, cuyos resultados de los trabajos son independientes de toda posición política e ideológica“, además de haber trabajado sobre muestras anónimas.

### Fallo cámara de apelaciones
La causa había sido caratulada como “homicidio en exceso de legítima defensa”. El juez Leónidas Moldes, resumiendo sus funciones, ordenó el procesamiento de cinco efectivos de la Prefectura y dos integrantes de la comunidad mapuche por considerar que habían participado del presunto enfrentamiento en el marco del cual se produjo el asesinato de Rafael Nahuel.
En mayo de 2019, la Cámara Federal de General Roca desestimó la figura de legítima defensa, dictó la falta de mérito para cuatro de los cinco prefectos procesados, y ordenó la detención del prefecto Francisco Pintos bajo la acusación de "homicidio agravado".
En su escrito, los jueces señalaron la inconsistencia de la versión emitida desde el Ministerio de Seguridad según la cual se había producido un enfrentamiento, afirmando que "en lugar de una defensa legítima hubo una masacre".